# عمى الأطفال
يُعد عمى الأطفال أحد أهم الأسباب المؤدية إلى مشكلة العمى. يتم تشخيص الطفل بإصابته بعمى الألوان عندما تكون درجة حدة الإبصار أقل من 60/3. بمعنى أن الطفل لديه صعوبة بالرؤية على بعد ثلاثة أقدام (حوالي متر واحد) بالمقارنة بطفل طبيعي يستطيع رؤية نفس الشيء على بعد 60 قدم (مايُعادل 20 متر).

## الأسباب

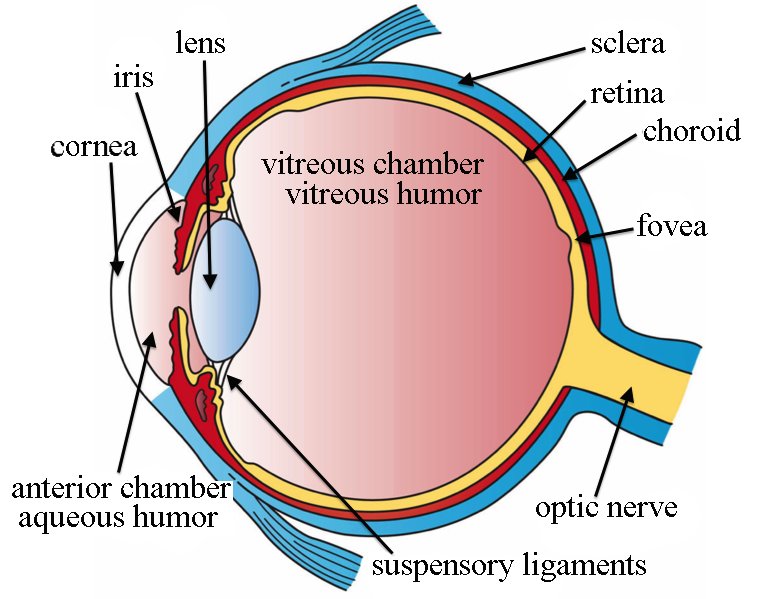
عين الإنسان

يوجد العديد من الأسباب لعمى الأطفال. قد يكون بسبب طفرات جينية، عيوب خُلقية، مولود خُدّج، نقص تغذية، من خلال العدوى، أو الإصابات وأسباب أخرى. وأيضاً من الأسباب الأخرى، اعتلال الشبكية المُبكر وإعتام عدسة العين والخطأ الانكساري.
أكثر مناطق العين المصابة هي:
•	كرة العين (36%) 

## آلية الإصابة بالمرض
يوجد العديد من الأسباب لعمى الأطفال ولكل سبب آليته الخاصة لإصابة العين. ليبر الكُمنة الخِلقية مرض يصيب شبكية العين بشكل أساسي، تبدأ المشاكل البصرية لهذا المرض من عمر الطفولة. وُجد أن الطفرات بمستقبلات الهيدروكربون أريل وتفاعل مثيل البروتين-1 مُرتبطة بهذا المرض.

## التشخيص
يتم تشخيص عمى الأطفال من خلال طرق للتأكد من درجة المشاكل البصرية بالطفل المصاب عن طريق استخدام قطرات تساعد على توسيع العين متبوعة بفحص للعين.

## الوقاية
مكملات فيتامين أ تلعب دوراً هاماً بالحماية من عمى الأطفال، خصوصاً عمى الأطفال الناتج عن نقص فيتامين أ يُعد من أهم الأسباب القابلة للوقاية. بالرغم من ذلك، إعطاء مكملات فيتامين أ للأطفال المصابين بالحصبة للوقاية من المشاكل البصرية لم يتم إثبات فعاليته وتأثيره.

## العلاج
علاج العمى يعتمد على السبب المؤدي إليه.
على سبيل المثال زرق العين عند الأطفال يمكن علاجه بالتدخل الجراحي.زرق العين الخلقي منذ الولادة ينتج عن مشكلة بتفريغ مياه العين. ولكن بالرغم من هذا لم يُثبت فعالية التدخل الجراحي في حل المشكلة.

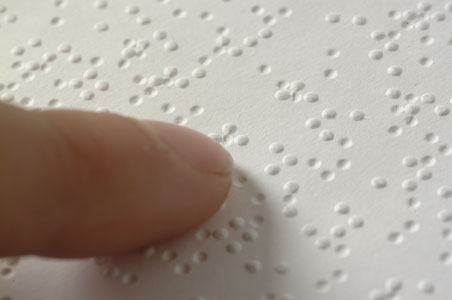
بريل

### الإدارة والسيطرة على المرض
تعد طريقة بريل من الطرق العالمية التي تساعد الشخص الأعمى على تعلم القراءة والكتابة. شاشة بريل القابلة للتحديث من الأجهزة المساعدة للأطفال المصابين بالعمى بالمدرسة. تخصيص مدارس للأطفال المصابين بالعمى هي إحدى وسائل إدارة المرض.ولكن لوحظ وجود بعض العوامل التي تحد استخدام هذه الدراسات. حيث أن الأطفال الموجودين بالمدارس غالباً يكونون مصابين بالعمى قبل 5 سنوات من التسجيل بالمدرسة، بناء على ذلك، صعوبة معرفة السبب الحالي للعمى. حوالي 66% من الأطفال المصابين بمشاكل بصرية لديهم مشاكل أخرى مثل مشاكل ذهنية، شلل دماغي، فقدان السمع. فحوصات الكشف المبكر لمشاكل العين تعد من الخطوات المهمة التي تساعد للحصول على نتائج أفضل.

## وبائية المرض ومدى انتشاره
عدد الأطفال الذين يعانون  من عمى الأطفال يقارب 1.4 مليون. 75% من الأطفال المصابين حول العالم يعيشون بأفريقيا وآسيا. من خلال مراجعة في عام 2014 تضمنت أن مايقارب 238,500 طفل مصاب بالعمى الثنائي (كلتا العينين متأثرة) (بمعدل 1.2/1,000) يعيشون بالشرق المتوسط.

## المجتمع والثقافة
قامت الوكالة الدولية للوقاية من العمى تحت دعم منظمة الصحة العالمية بإنشاء برنامج أطلق عليه اسم (فيجين 2020) في عام 1999 للسيطرة على عمى الألوان.